# Sztywność wiązki
Sztywność lub twardość wiązki (ang. rigidity) została zdefiniowana poprzez iloraz:
pc/Ze, gdzie :
p - jest wielkością pędu cząstki elementarnej,
c - prędkością światła w próżni,
Z - wielokrotnością ładunku elektronu,
e - ładunkiem elektronu.
W przypadku protonów i elektronów jest to równoważna wielkość napięcia przyspieszającego do energii cząstki. Gdy rozważane są jądra helu, lub jakiegokolwiek innego pierwiastka, sens tego parametru jest
już nieco inny. Sztywności nie można przypisać cząstkom nie posiadającym ładunku elektrycznego.
Jednostką sztywności są gigawolty (GV).